# Aldon
Aldon – wieś w Anglii, w hrabstwie Shropshire. Leży 35 km na południe od miasta Shrewsbury i 211 km na północny zachód od Londynu.